# Sympatalgia
Sympatalgia – ból powstały na tle zaburzeń układu współczulnego, promieniujący do ramienia, szyi i potylicy.
Bóle są kłujące, piekące i parzące. Nasilają się przy lekkim dotknięciu skóry oraz pod wpływem bodźców psychicznych. Sympatalgie najczęściej występują w otoczeniu naczyń w powięziach i stawach.

Przeczytaj ostrzeżenie dotyczące informacji medycznych i pokrewnych zamieszczonych w Wikipedii.